# Seznam marseillských biskupů a arcibiskupů
Seznam marseillských biskupů a arcibiskupů zahrnuje všechny představitele marseillské arcidiecéze od jejího založení v 1. století.